# Trình Giảo Kim
Trình Giảo Kim (chữ Hán: 程咬金; 589-665), Nghĩa Trinh (义贞), húy Tri Tiết (知節), là một đại tướng công thần khai quốc nhà Đường. Ông được xếp thứ 19 trong số 24 công thần được vẽ chân dung trên Lăng Yên các.

## Thân thế
Trình Giảo Kim xuất thân là người Tế Châu, trong gia đình võ tướng thế gia. Cụ là Trình Hưng, làm Tư mã Duyện Châu thời Bắc Tề. Ông là Trình Triết, làm Tư mã Tấn Châu thời Bắc Tề. Cha là Trình Lâu, cũng làm nối nghiệp quan võ, sau được truy tặng hàm Thứ sử Doanh Châu.
Trình Giảo Kim từ nhỏ đã luyện tập võ nghệ, từ thời thiếu niên đã nổi tiếng kiêu dũng, giỏi cưỡi ngựa và sử dụng mã sóc (một loại giáo dài) rất thiện nghệ.

## Phản Tùy
Năm 610, thời Tùy Dạng đế, các cuộc nổi dậy nổi lên, Trình Giảo Kim chiêu mộ khoảng 100 người, lập đội vũ trang bảo vệ làng xóm. Sau ông gia nhập Ngõa Cương quân, được Lý Mật trọng dụng, cho giữ chức Phiêu kỵ.
Năm 618, Lý Mật và Vương Thế Sung quyết chiến. Ông cùng Bùi Hành Nghiễm được Lý Mật phái dẫn quân đi tăng viện cho Thiện Hùng Tín nhưng bị quân của Vương Thế Sung đánh bại. Trình Giảo Kim bị truy binh dùng giáo dài đâm bị thương, nhưng ông vẫn đánh bại truy binh để trốn thoát.
Khi Vương Thế Sung đánh bại Lý Mật, đã thu nhận Trình Giảo Kim, phong làm tướng quân, đối đãi rất hậu.
Tuy nhiên, đến năm 619, lấy cớ Vương Thế Sung làm người gian trá, Trình Giảo Kim cùng với Tần Thúc Bảo, Ngô Hắc Thát, Ngưu Tiến Đạt... cả thảy 10 người bỏ đi theo về với nhà Đường.
Về Đường, Giảo Kim được đưa về phủ Tần vương, giữ chức Tả tam thống quân. Từ đó, ông theo Tần vương Lý Thế Dân, lần lượt đánh bại Tống Kim Cương, Đậu Kiến Đức, Vương Thế Sung... lập được nhiều công trạng, được phong làm Túc quốc công.

## Phò trợ Tần vương lên ngôi
Năm 624, anh em Lý Kiến Thành, Lý Thế Dân tranh ngôi vị. Do bị vây cánh của Lý Kiến Thành tác động, Trình Giảo Kim bị Đường Cao Tổ đổi đi làm Thứ sử Khang Châu. Dù vậy, ông khẳng định lòng trung thành của mình đối với Tần vương. Khi Sự biến Huyền Vũ môn xảy ra, Trình Giảo Kim cũng có tham dự. Sau Sự biến Huyền Vũ môn, ông được bái làm Thái tử Hữu vệ soái, đổi làm Hữu vũ vệ Đại tướng quân, được phong ăn lộc 700 hộ. Khi Lý Thế Dân lên ngôi, ông được phong làm Đô đốc Lư Châu, sau được cải tước Lỗ quốc công, thụ Phổ Châu Thứ sử.

## Làm quan triều Cao tông
Đời Đường Cao tông, ông được đổi thành Tả vệ Đại tướng quân. Khoảng năm 655-657, ông lĩnh chức Hành quân tổng quản, dẫn binh xuất chinh Tây Đột Quyết. Tuy nhiên, trong quá trình hành quân, quân Đường tàn sát thường dân, người Đột Quyết phẫn nộ, quyết tâm chống cự, dẫn đến thất bại của quân Đường. Vì vậy, khi hồi triều, Trình Giảo Kim bị miễn chức, nhưng không lâu sau lại được phục chức làm Thứ sử Kỳ Châu.
Bấy giờ, Trình Giảo Kim đã cao tuổi, nên dâng thư thỉnh cầu từ quan dưỡng lão, được hoàng đế Cao tông phê chuẩn. Năm 665, Trình Giảo Kim lâm bệnh qua đời, thọ 77 tuổi. Ông được triều đình truy tặng Phiêu kỵ Đại tướng quân, Ích Châu Đại đô đốc, ban thụy hiệu, được bồi táng ở Chiêu lăng.

## Hình ảnh văn hóa
Năm 643, Đường Thái Tông ra lệnh cho họa sĩ Diêm Lập Bản vẽ tranh chân dung của 24 vị công thần khai quốc của nhà Đường lấy tên Nhị thập tứ công thần đồ (二十四功臣圖, Tranh vẽ 24 vị công thần) để treo tại Lăng Yên các. Trình Giảo Kim được xếp vào gian ngoài.
Trong giai thoại dân gian, thường mô tả Trình Giảo Kim có thân hình to béo, sử dụng búa lớn (tam bản phủ) làm vũ khí. Khi ra trận, ông có tuyệt kỹ đánh 3 búa rất lợi hại, gần như vô địch. Tuy nhiên, nếu gặp cao thủ, đỡ được 3 búa này thì ông thất thế. Tuy nhiên, tài liệu sử không ghi nhận chi tiết này, mà chỉ ghi nhận ông dùng giáo dài (槊) để làm binh khí. Thậm chí tranh vẽ thờ trong Lăng Yên các cũng cho thấy ông là người có thể tạng trung bình.